# Thuban
Thuban (α Dra/ α Draconis/ Alpha Draconis) è una stella della costellazione del Dragone (Draco, in latino) di magnitudine apparente +3,67. Dista 309 anni luce dal sistema solare.
Il nome proviene dall'arabo ثعبان (thuʿbān, "il basilisco"), nome arabo per la costellazione del Draco. Nonostante nella nomenclatura di Bayer sia designata come stella alpha della costellazione, la sua magnitudine è solo 3.65, mentre la stella più brillante della costellazione è Etamin (γ Dra) con magnitudine 2.23.

## Osservazione
Si tratta di una stella situata nell'emisfero celeste boreale. La sua posizione è fortemente boreale e ciò comporta che la stella sia osservabile prevalentemente dall'emisfero nord, dove si presenta circumpolare anche da gran parte delle regioni temperate; dall'emisfero sud la sua visibilità è invece limitata alla fascia tropicale, più a nord della latitudine 25°S. Essendo di magnitudine 3,67, la si può osservare anche dai piccoli centri urbani senza difficoltà, sebbene un cielo non eccessivamente inquinato sia maggiormente indicato per la sua individuazione.
In buone condizioni atmosferiche è individuabile facilmente dato che si trova immediatamente sopra l'asterismo del Grande Carro dell'Ursa Major. Partendo da Phecda (γ Uma), con una curva, e passando per Megrez (δ Uma) si arriva esattamente a Thuban.

## Thuban stella polare
Per la precessione degli equinozi, Thuban è stata la stella di riferimento del polo nord dal 3942 a.C., prendendo il posto di Theta Boötis fino al 1793 a.C., quando venne soppiantata da κ Draconis. Il momento in cui è stata più vicina al polo nord è stato nel 2787 a.C., quando si è trovata a soli 2 gradi e mezzo dal polo. Nonostante la vicinanza al polo è stata usata come punto di riferimento fino circa al 1900 a.C. quando la più brillante Kochab (β Umi) entrò nella zona del polo nord.
Si è lentamente allontanata dal polo negli ultimi 4800 anni e attualmente è visibile alla declinazione di 64°20'45.6" e 14h 04m 33.58s di Ascensione retta. Arriverà al massimo di lontananza dal polo nord intorno al 10000 d.C., per poi riavvicinarsi gradualmente al polo nord, e tornare ad essere la stella polare nel 20346 d.C., con un massimo di declinazione 88°43'17.3" e ascensione retta 19h 08m 54.17s.

## Classificazione
Thuban è una della stella con classe spettrale A0III, che attualmente ha finito la fusione dell'idrogeno ed è passata alla fusione dell'elio. È una stella gigante brillante circa 250 volte il Sole e distante circa 300 anni luce.
Thuban è una binaria spettroscopica, con un periodo orbitale di 51 giorni, e la compagna è probabilmente una nana rossa o una nana bianca.